# Hardinge (Unternehmen)
Hardinge ist ein amerikanischer Werkzeugmaschinenhersteller aus Elmira im Bundesstaat New York. Es ist insbesondere für seine Drehmaschinen bekannt.

## Geschichte
1995 wurde der schweizerische Schleifmaschinenhersteller L. Kellenberger übernommen. Weitere Marken von Hardinge sind Hauser, Tschudin, Jones & Shipman, Usach und Voumard. Die 2013 von Illinois Tool Works übernommene Tochter Forkardt stellt Spannfutter her.
Im Hochpräzisions-Dreh-Fräsgeschäft konkurriert Hardinge mit DMG Mori Seiki, Mazak und Okuma. Im Standardgeschäft sind hier Doosan, Haas und mehrere taiwanesische Unternehmen Konkurrenten. Bei Außen- und Innendurchmesserschleifmaschinen ist der Hauptkonkurrent die Firma Studer sowie Toyoda und Shigiya. Die Koordinatenschleifmaschinen von Hauser konkurrieren mit Moore Tool, die Flachschleifmaschinen mit Okamoto und Chevalier.